# Khetia
Khetia là một thị xã và là một nagar panchayat của quận Barwani thuộc bang Madhya Pradesh, Ấn Độ.

## Nhân khẩu
Theo điều tra dân số năm 2001 của Ấn Độ, Khetia có dân số 14.265 người. Phái nam chiếm 52% tổng số dân và phái nữ chiếm 48%. Khetia có tỷ lệ 66% biết đọc biết viết, cao hơn tỷ lệ trung bình toàn quốc là 59,5%: tỷ lệ cho phái nam là 75%, và tỷ lệ cho phái nữ là 58%. Tại Khetia, 15% dân số nhỏ hơn 6 tuổi.